# Ancher Anchersen (läkare)
Ancher Anchersen, född den 7 januari 1702 i Bork i Ribe stift, död den 28 februari 1760, var en dansk läkare. Han var son till prästen magister Ancher Sørensen (död 1715) och Marie Hansdatter Curtz samt bror till Hans Peder Anchersen.
År 1716 dimitterades Anchersen privat till universitetet av en äldre bror och idkade under de följande åren som alumn på Borchs Kollegium sina medicinska studier med Johannes de Buchwald som sin främste lärare. Genom denne, vars energiska strävanden också kom förlossningskonsten till godo, och som just under Anchersens studieår höll regelmässiga föreläsningar om detta ämne (de första i Danmark), fick den begåvade lärjungen särskilt intresse för denna dittills försummade specialitet, och då han efter att under en tid ha varit amanuens hos Jens Bing 1728–1730 företog en stor studieresa med hjälp av Finckes och Fuirens stipendier, vistades han särskilt i Strassburg hos den berömde förlossningsläkaren Fried. 
Redan före sin hemkomst utnämndes han till provinsialmedikus i Ribe, ett offentligt ämbete som han tillträdde 1730 efter att först ha förvärvat doktorsgraden med en obstetrisk avhandling. Han utvecklade på denna post en utomordentligt stor läkarverksamhet och vann så högt anseende, att hans hjälp söktes av sjuka från hela Danmark. Med anledning av hans död utgav universitetet ett program med erkännande av hans duglighet och lärdom, liksom också senare Matthias Saxtorph hedrar honom som praktisk och vetenskaplig förlossningsläkare. År 1732 hade han äktat Ingeborg Christine Fritsch, dotter till en köpman i Ribe. Hon dog först 1790. Då äktenskapet var barnlöst, upprättade han av sin förmögenhet en stiftelse med ändamålet att avlöna en duktig skolhållare i Ribe.